# 50.8
50.8이란 카메라용 교환 렌즈 중 하나인 50mm F1.8렌즈를 줄여 부르는 말이다. 필름 카메라에 장착하면 촬영시 가장 많이 쓰이는 표준화각의 앵글이 나오고, 10만원 내외라는 저렴한 가격에 렌즈의 개방값이 꽤 크기 때문에 필름 카메라를 쓰던 시절에 가장 많이 쓰이던 렌즈다.
DSLR이 보급되고 있는 요즈음에는 디지털 포맷에 장착하면 70mm의 초점거리에 해당하는 좁은 환산 화각이 생기기 때문에 사용 빈도가 줄어들었지만, 아직 핀 테스트, 뷰파인더의 시야율 테스트 등 각종 테스트에서 쓰이고 있고, 저렴한 가격과, 준망원 화각임에도 불구하고 개방값이 높다는 점 때문에 많이 쓰이고 있다.

## 제조사별 이름
50.8은 제조사별로 다르게 판매되고 있는 50mm f1.8 렌즈를 총칭하는 말이다. 따라서 제조사별로 해당 렌즈의 이름이 다르다.
- 니콘 AF Nikkor 50mm F1.8D
- 캐논 EF 50mm f/1.8 II